# Tall Oil
Tall Oil, también escrito talloil, es un líquido oscuro, de olor característico, obtenido como subproducto en la fabricación de pasta de papel, a partir de coníferas, por el procedimiento Kraft. Se obtiene del tratamiento de la celulosa y se caracteriza por ser viscoso y de color amarillo ennegrecido.
El nombre se ha formado por la anglicación de la denominación original sueca tallolja que significa aceite de pino. Como en inglés (y otros idiomas) ya existía un producto con este nombre (aceite de pino), que consiste en el aceite esencial obtenido a partir de pino (más concretamente a partir del pinus sylvestris), se ha impuesto utilizar el nombre de Tall Oil para no confundirlos. 
Se trata de un aceite que seca parcialmente al contacto con el aire, cuyos ácidos grasos se emplean en la fabricación de pinturas alquidálicas y en la preparación de ésteres epóxicos.

## Composición
Está formado por una mezcla, variable según especie y origen de la madera. Típicamente
- 50 % Ácidos resínicos principalmente abietico y, en menor proporción, pimárico
- 35 % Ácidos grasos en especial palmítico (16:0), oleico (18:1) y linoleico (18:2)
- 15 % Sustancias insaponificables como hidrocarburos pesados, alcoholes superiores y esteroles.

## Producción
La preparación de pasta de papel según el método Kraft opera en medio fuertemente básico. En estas condiciones, los componentes ácidos que forman la fracción pesada de la resina contenida en la madera, colofonia principalmente si se trata de coníferas, reacciona con los hidróxidos del medio formando jabones de sodio que atrapan proporciones variables de otros productos insaponificable: lignina, hidrocarburos pesados, alcoholes superiores, esteroles, etc. que sobrenadan en la superficie, de donde es fácil retirarlos y, mediante tratamiento ácido, recuperar los ácidos libre que, junto a los insaponificables mencionados anteriormente, forman el tall oil bruto.

### Rendimiento
Se han publicado datos con una amplia dispersión, desde 25 a 100 kg de talloil crudo por cada tonelada de pasta de papel producida. El rango superior suele corresponder a fuentes escandinavas.

### Refinado

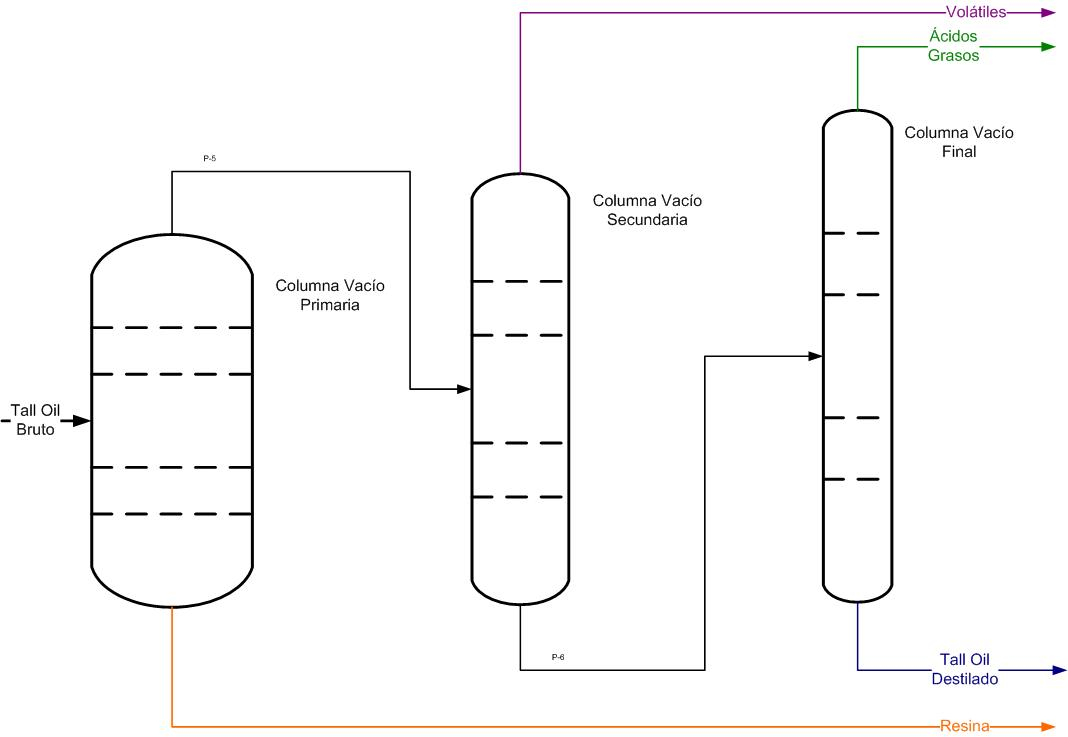

El talloil bruto, presenta escaso valor comercial, excepto la revalorización energética en la misma papelera donde se origina.
Sin embargo, convenientemente procesado, es una fuente muy interesante de ácidos orgánicos, resínicos y grasos, así como de otras especialidades químicas de alto valor: fitoesteroles, etc.
La operación más común consiste en la destilación fraccionada bajo vacío.

### Tall Oil, biodiésel, hidrobiodiésel.
Entre las más modernas aplicaciones, destaca la conversión en biocarburantes. en principio han sido analizadas dos posibilidades:
- Biodiésel (Ester metílico de ácidos grasos (FAME)

En esta variante, los ácidos de 18 átomos de carbono separados en la destilación fraccionad (aproximadamente 30 - 35 % del total) son esterificados con metanol en medio ácido, reacción conocida y practicada extensamente. El biodiésel obtenido es exactamente igual al procedente de aceites vegetales o animales.
Para poder cumplir con las exigentes especificaciones de la norma CEN 14214, es necesario extremar la eliminación de contaminantes pesados.
- Hidrobiodiésel

Existen diversas posibilidades que ofrecen un amplio campo de trabajo a la investigación.
En la actualidad, la opción más utilizada consiste en dos etapas:
1. Durante el fraccionamiento a vacío, se ajustan las condiciones para que el fondo de "Columna secundaria" tenga un rango de destilación a presión atmosférica de aproximadamente 170 - 420 °C.
2. La fracción seleccionada se somete a hidrogenación catalítica, en condiciones similares a las presentes en la fabricación de hidrobiodiésel.

## Categoría
- Datos: Q280159